# Nicolò Contarini
Nicolò Contarini (Venetië, 26 september 1553 - Venetië, 2 april 1631) was de 97e doge van Venetië. Hij regeerde van zijn verkiezing op 18 januari 1630 tot zijn overlijden 15 maanden later. Gedurende Contarini´s regering verloor Venetië 1/3 van zijn bevolking door de Italiaanse pest van 1629–1631.

## Achtergrond, 1553-1630
Nicolò Contarini was de zoon van Giovanna Morosini en Giangabriele Contarini, die hoewel niet rijk, wel bekend was met kunst en cultuur. Nicolò Contarini raakte vertrouwd met filosofie en verwierf al snel een reputatie als redelijk man in zijn gedrag bij het bestuur van de republiek Venetië. Politiek steunde hij Leonardo Donato. Gedurende de politieke strijd tussen de aanhangers van Giovanni I Cornaro en Renier Zen eind 1629 was hij kritisch ten opzichte van Cornaro, maar was hierin nooit extreem, iets wat hem respect opleverde bij Cornaro's aanhangers.

## Regering als Doge, 1630-1631

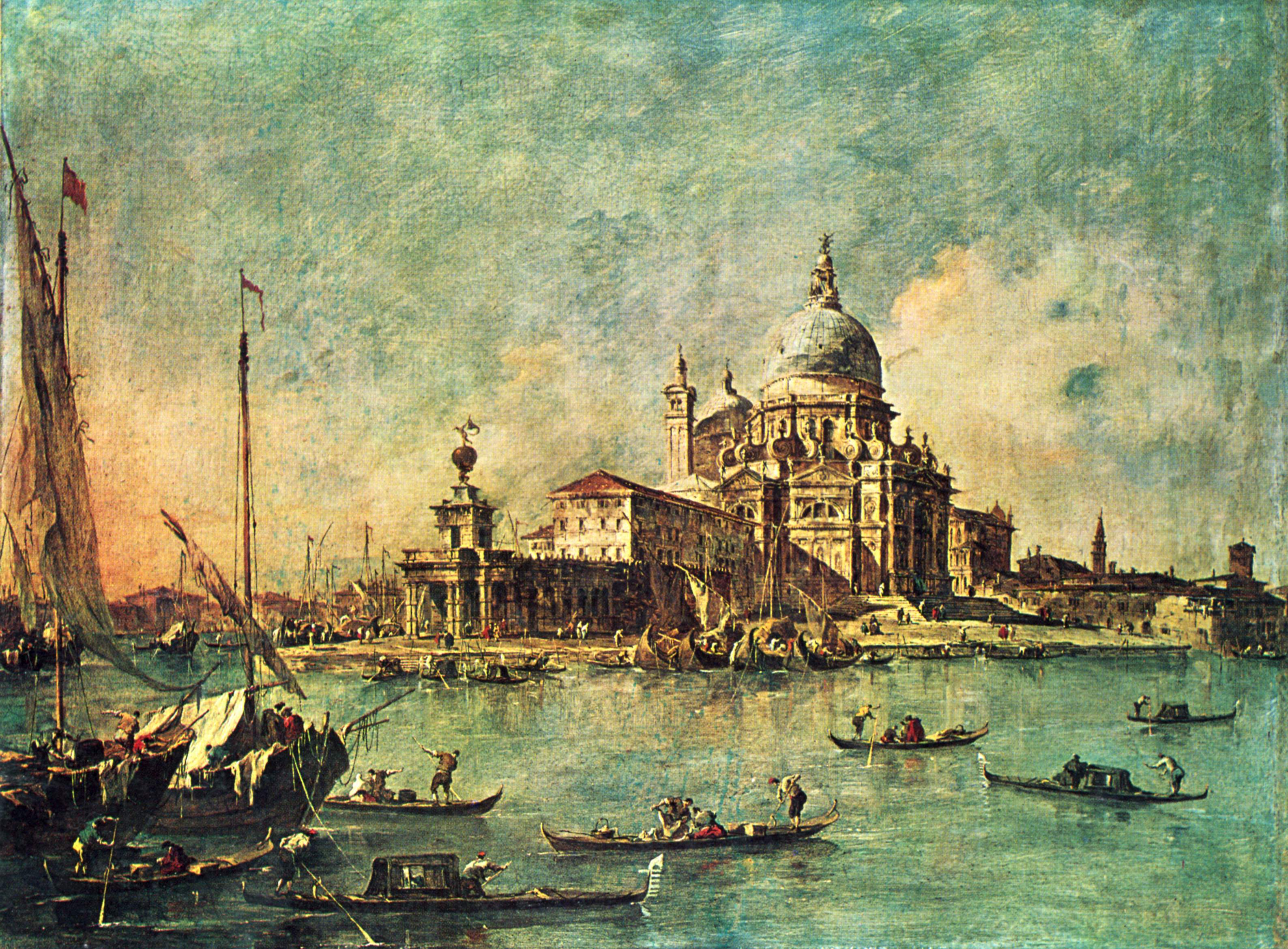
Guardi: De kerk Santa Mara della Salute, rond 1780

Na de dood van Cornaro leidde een verhit debat over de opvolging tot vele stemrondes, omdat de aanhangers van Cornaro en de aanhangers van Zen er niet in slaagden het eens te worden over een geschikte kandidaat. Uiteindelijk kwam Contarini naar voren als compromiskandidaat en hij werd op 18 januari 1630 gekozen tot doge.
Contarini's regering begon slecht toen de Venetiaanse troepen, die deelnamen aan de Mantuaanse Successieoorlog, in mei 1630 een beslissende slag bij Valeggio verloren, een voorloper van de onbevredigende Vrede van Regensburg in oktober 1630.
Venetië werd in 1630 getroffen door de eerste uitbraak van de builenpest. De regering handelde snel, stelde quarantaine in voor slachtoffers, en verbrandde de lijken, maar was niet in staat de dood van duizenden te voorkomen.
Op verzoek van de Signoria zwoer Contarini een kerk te bouwen ter ere van de maagd Maria, moeder Gods wanneer de plaag voorbij was. Contarini stierf op 2 april 1631 - nog voor de eerste steen van de kerk, Santa Maria della Salute gelegd was.
Hij werd snel en zonder de gebruikelijke festiviteiten bijgezet in de kerk Santa Maria Nova. Deze kerk werd in 1852 afgebroken; sindsdien is het graf verdwenen.